# Integreret kredsløb
Et integreret kredsløb, også kaldet IC (fra eng. integrated circuit) er et elektronisk kredsløb bestående af adskillige komponenter på et lille stykke halvledende materiale fx en mikrochip, der ofte er indbygget i et beskyttende hus, på hvilket forbindelsesterminaler er placeret. 
Moderne teknik gør det muligt at have millionvis af transistorer samlet indenfor et lille rumfang. Fx har Intels Penryn-serie af mikroprocessorer 820 millioner transistorer (markedsført fra 2007).
Eksempler på integrerede kredsløb er mikroprocessorer og operationsforstærkere. Som modsætning til de integrerede kredsløb kaldes komponenter, der er indbygget i hver sit separate hus, for diskrete komponenter.

## Fremstilling
Mange IC-masker anvendes. En IC prototype er dyr – fra ca. 100.000 kr og opefter. Der skal være et stort marked for IC'en for at prisen bliver attraktiv.

## Historisk
Fra ca. 1959-1961. Populær fra 1970 til fx logiske kredsløb og operationsforstærkere.

## Størrelser
Anvendes til samling af delkredsløb fra nogle få komponenter til flere hundrede millioner. I IC'ere er det arealmæssigt billigere at lave halvlederkomponenter end modstande, kondensatorer og spoler – og det bærer IC-diagrammerne i høj grad præg af. IC'erne kaldes afhængig af mængden af komponenter for:
| Forkortelse | Navn                                 | Kommentarer                                                                                   |
| ----------- | ------------------------------------ | --------------------------------------------------------------------------------------------- |
| SSI         | Small Scale Integration              | Op til 100 komponenter                                                                        |
| MSI         | Medium Scale Integration             | Op til 1.000 komponenter                                                                      |
| LSI         | Large Scale Integration              | Op til 10.000 komponenter                                                                     |
| VLSI        | Very Large Scale Integration         | Op til 1.000.000 komponenter                                                                  |
| ULSI        | Ultra Scale Integration              | > 1.000.000 komponenter                                                                       |
| WSI         | Wafer-scale integration              | Eksempel i kilde.                                                                             |
| SOC, SoC    | System-on-a-chip                     | Alle komponenter for at have en computer eller et andet system er inkluderet på én enkelt IC. |
| 3D-IC       | Three-dimensional integrated circuit | To eller flere lag af aktive komponenter                                                      |